# Flughafen Riga

i7
i11
i13
Der Flughafen Riga (lett. Starptautiskā lidosta "Rīga", IATA-Code: RIX, ICAO-Code: EVRA) ist der Flughafen der lettischen Hauptstadt Riga. Er liegt auf dem Gebiet des Bezirks Mārupe.

## Bedeutung
Der Flughafen ist der wichtigste der drei Flughäfen des Landes und der bedeutendste des Baltikums. Er wurde im Oktober 1974 unter der Hoheit der Aeroflot eröffnet. Nach der Unabhängigkeit Lettlands Anfang der 1990er Jahre ging er in lettischen Besitz über, wobei trotz der Modernisierungen zwischen 1993 und 2001 durch hohe Nutzungsentgelte das Wachstum des Passagieraufkommens bis zum Jahre 2004 nur moderat war. So lag das Passagieraufkommen 1995 bei 504.000 und 2003 bei 712.000. Nach Senkung der Preise um 60 % stieg das Passagieraufkommen stark an. Es lag 2005 schon bei 1,9 Millionen, 2008 bei 3,7 Millionen und 2017 bei 6,1 Millionen Passagieren.

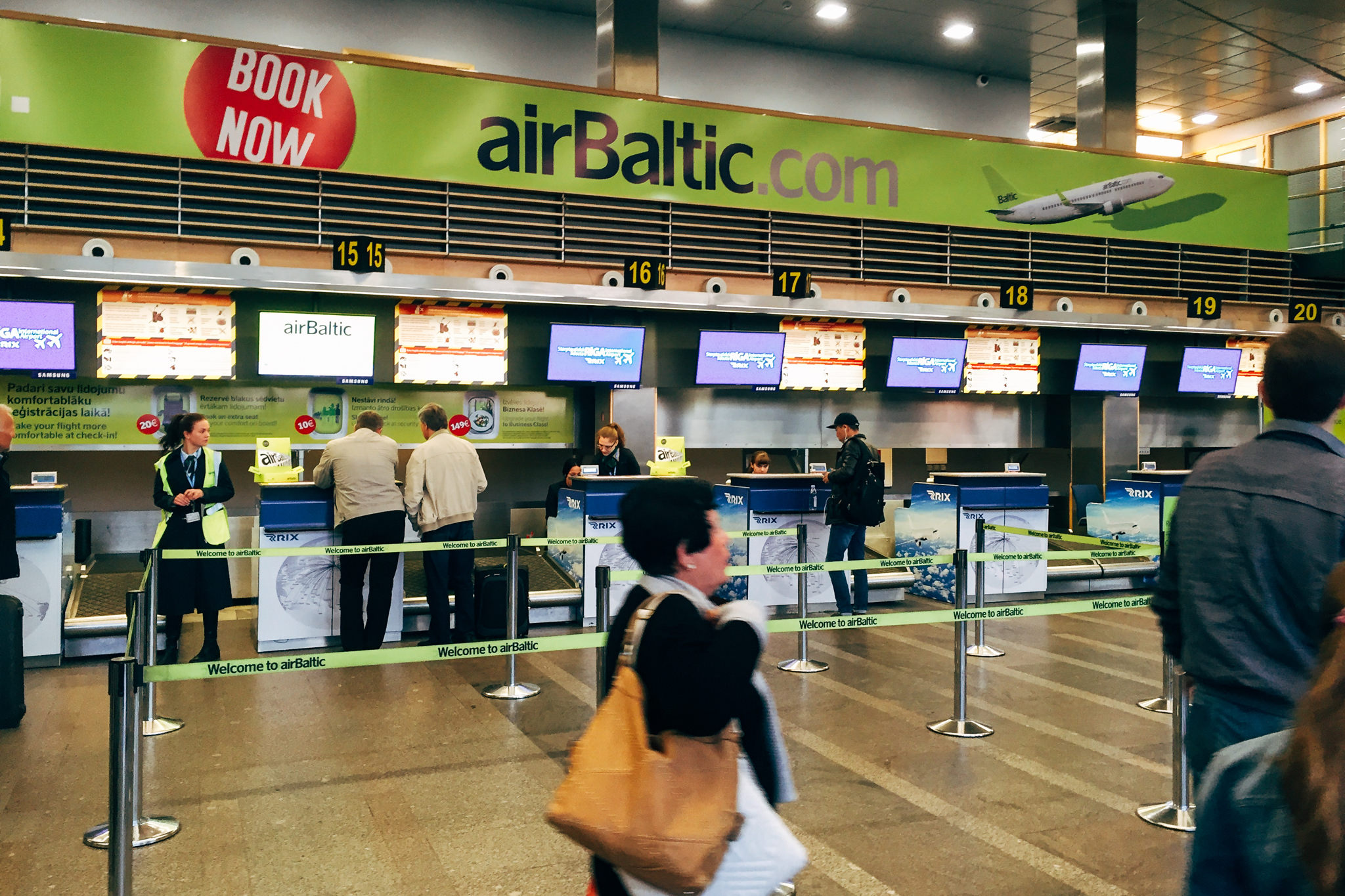
Check-in-Schalter am Flughafen Riga

| 1993 | 1994 | 1995 | 1996 | 1997 | 1998 | 1999 | 2000 | 2001 | 2002 |
| 2003 | 2004 | 2005 | 2006 | 2007 | 2008 | 2009 | 2010 | 2011 | 2012 |
| 2013 | 2014 | 2015 | 2016 | 2017 | 2018 | 2019 | 2020 | 2021 | 2022 |
| ---- | ---- | ---- | ---- | ---- | ---- | ---- | ---- | ---- | ---- |
| 310  | 398  | 504  | 506  | 535  | 555  | 562  | 574  | 623  | 633  |
| 712  | 1060 | 1878 | 2495 | 3161 | 3691 | 4067 | 4664 | 5107 | 4768 |
| 4793 | 4814 | 5162 | 5400 | 6097 | 7056 | 7798 | 2011 | 2353 | 5381 |

## Fluggesellschaften und Ziele
Der Flughafen Riga dient der Fluggesellschaft Air Baltic als Heimatflughafen und Drehkreuz. Zusätzlich ist er der Heimatflughafen der Charterfluggesellschaft SmartLynx Airlines und der Frachtfluggesellschaft RAF-Avia. Außerdem betreibt die Billigfluggesellschaft Ryanair eine Basis am Flughafen Riga. Wizz Air betrieb von 2014 bis 2021 ebenfalls eine Basis am Flughafen Riga.
2022 werden im deutschen Sprachraum folgende Ziele angeflogen:
- airBaltic fliegt nach Berlin, Düsseldorf, Frankfurt am Main, Hamburg, München, Stuttgart, Wien und Zürich.
- Lufthansa fliegt nach Frankfurt am Main.
- Ryanair fliegt nach Berlin, Köln/Bonn und  Memmingen.

## Verkehrsanbindung
- PKW: Der Flughafen liegt 11 km westlich der der Altstadt von Riga nahe der Straße Autoceļš A10  und ist mit dieser durch die 2,1 km lange Staatsstraße 1. Ordnung  verbunden.
- Omnibus: Linie 22 (alle 10–30 min; Fahrzeit in die Innenstadt: 30 min); Minibus (Rigas Minibusu Satiksme) 322
- Eisenbahn: Im Rahmen des Projektes Rail Baltica ist eine Anbindung des Flughafens vorgesehen.[7]